# Соломарський Олександр Іванович
Олекса́ндр Івано́вич Солома́рський (*30 червня (12 липня) 1897, Єйськ (тепер — Краснодарський край, Росія) — †12 червня 1980, Київ) — український та радянський актор і режисер. Народний артист Казахської РСР (1943), Народний артист УРСР (1951). Засновник Київського ТЮГу (1924) та Київського театру ляльок (1927).

## Біографія
Працював у Театрі Соловцова. У 1924 році разом із групою ентузіастів створив Київський Театр юного глядача (ТЮГ).
1924 року був запрошений як актор на літній сезон до Одеського російського драматичного театру. А в листопаді 1924 року група ентузіастів на чолі з О. Соломарським організувала Київський театр юного глядача (ТЮГ)
Працюючи там режисером, Соломарський співпрацював з театральним критиком В.Чаговцем та з відомим театральним режисером і педагогом А. Лундіним. У постановці деяких спектаклів брав участь А. М. Бучма. Майже одночасно режисери працювали «за Станіславським» (І. Дєєва, В. Чужой), «за Курбасом» (А. Бучма), «за Мейєрхольдом» (О. Смирнов, О. Іскандер). Декорації до деяких спектаклів готував художник-конструктивіст В. Татлін, бесіди з акторами часто проводили П. Саксаганський та О. Довженко. П. Саксаганський розповів колективу ТЮГу про перший в Україні театр для дітей, що його створив на своєму хуторі відомий драматург, режисер і актор Марко Кропивницький.
З 1926 року Олександр Соломарський — керівник режисерської лабораторії, на базі якої у жовтні 1927 року було створено перший театр ляльок в Україні (Київ), де він став директором і художнім керівником. У цьому театрі йшли спектаклі українською мовою («Музики» Глібова, «Катюзі по заслузі» и др.).
1930 року Олександр Іванович заснував дитячий театр у м. Сталіно (зараз Донецьк).
У другій половині 1930-х став директором і художнім керівником Саратовського ТЮГу.
1937—1939 рр. — головний режисер Новосибірського театру «Красний факел».
1939—1944 рр. працював головним режисером Російського театру у м. Алма-Аті (зараз Алмати).
1944 року, одразу після звільнення Одеси, Соломарського було призначено головним режисером Одеського російського театру ім. А. Іванова, де він пропрацював до 1953 р., одночасно ведучи педагогічну роботу в Одеському театральному училищі.
1953—1961 рр. — головний режисер Київського ТЮГу.
У 1960-1970-х працював у Київському інституті ім. Івана Карпенка-Карого.
В останні роки життя писав книжку спогадів «Шістдесят років у театрі. Спогади режисера», яка вийшла друком у 1981 році, вже після смерті автора.
Олександр Іванович Соломарський помер 12 червня 1980 року у Києві. Похований на Байковому кладовищі.

## Вибрані вистави
- «Прибуткове місце»
- «Бідність не гріх»
- «Вороги»
- «Єгор Буличов та інші»
- «Ревізор»
- «Одруження»
- «Три сестри»
- «Дядя Ваня»
- «Платон Кречет»
- «Фронт»
- «Людина з рушницею»
- «Навала»
- «В добрий час»
- «Нерівний бій»
- «Казка про Чугайстра»
- «Гімназисти»
- «Три товстуни»
- «Дивна людина»
- «Дні юності»

## Родина
Дружина — Кравченко Ганна Львівна (1904—1987) — директор ТЮГу в м. Сталіно (Донецьк), завідувачка літературною та педагогічною частиною Саратовського ТЮГу, завлітчастиною Російського театру м. Алмати.
Син — Соломарський Ігор Олександрович (1935—2002) — головний редактор видавництва «Мистецтво», Київ.
Дочка — Соломарська Олена Олександрівна (1940) — професор кафедри французької філології КНУ ім. Т. Г. Шевченка.
Онук — Соломарський Антон Генрихович (1967) — перекладач.